# Droyßig
Droyßig es un municipio situado en el distrito de Burgenland, en el estado federado de Sajonia-Anhalt (Alemania), a una altitud de 230 metros. Su población a finales de 2015 era de unos 2000 habitantes y su densidad poblacional, 100 hab/km².